# Talveila
Talveila település Spanyolországban, Soria tartományban. Talveila Vadillo, Cabrejas del Pinar, Cubilla, Blacos, Torreblacos, Rioseco de Soria, Burgo de Osma-Ciudad de Osma, Valdemaluque és Herrera de Soria községekkel határos. Lakosainak száma 101 fő (2024).

## Népesség
A település népessége az elmúlt években az alábbi módon változott:
| Lakosok száma | 194  | 186  | 176  | 159  | 140  | 143  | 123  | 105  | 109  | 101  |
|               | 2001 | 2004 | 2007 | 2009 | 2012 | 2014 | 2017 | 2019 | 2022 | 2024 |